# Седнёв, Никита Александрович
Никита Александрович Седнёв (бел. Мікіта Аляксандравіч Сяднёў; род. 21 января 2003, Минск) — белорусский футболист, вратарь могилёвского «Днерпа».

## Карьера

### «Днепр-Могилёв»

#### Начало карьеры
Воспитанник футбольной академии могилёвского «Днепра». В 2019 году продолжил выступать в могилёвском клубе «Дняпро». В 2020 году футболист присоединился к заново воссозданному могилёвскому «Днепру». Вместе с основной командой могилёвского клуба футболист отправился выступать во Вторую лигу. По итогу дебютного сезона футболист вместе с клубом стал победителем чемпионата, заработав себе прямое повышение в Первую лигу. В 2021 году футболист отправился выступать за вторую команду клуба, вместе с которой принимал участие во Второй лиге. На протяжении сезона футболист выступал за команду в роли одного из ключевых игроков, став основным вратарём. По итогу сезона футболист вместе с клубом завершил чемпионат на итоговом восьмом месте. 

#### Сезоны 2022-2024 (аренда в «Динамо-Брест»)
В начале сезона 2022 года футболист отправился выступать за дублирующий состав клуба. В июне 2022 года футболист начал подтягиваться к матчам с основной командой клуба. Дебютировал за клуб футболист 12 ноября 2022 года в матче против мозырской «Славии», выйдя на замену на 87 минуте. По итогу сезона футболист вместе с клубом завершил чемпионат на итоговом последнем месте, вылетев в Первую лигу. В июле 2023 года футболист на правах арендного соглашения присоединился к брестскому «Динамо», соглашение с которым было подписано до коцна сезона. На протяжении сезона футболист выступал за дублирующий состав клуба. В январе 2024 года брестский клуб продлил арендное соглашение с футболистом ещё на сезон. Однако так и не дебютировав за клуб футболист в августе 2024 года покинул клуб. Затем футболист сразу же расстался и с могилёвским «Днепром».

#### Сезон 2025
В январе 2025 года футболист находился в расположении могилёвского «Днепр», вместе с которым приступил к подготовке к новому сезону. В марте 2025 года футболист, после полугодового нахождения в статусе свободного агента, официально вернулся в могилёвский «Днепр», подписав контракт до конца сезона. Первый матч за клуб в новом сезоне футболист сыграл 29 марта 2025 года против долбизновской «Нивы». Однако в апреле 2025 года футболист потерял место в стартовом составе, также перестав попадать в заявку основной команды клуба.

## Достижения
«Днепр-Могилёв»
- Победитель Второй лиги: 2020

## Семья
- Отец Александр Седнёв (род. 1973) — профессиональный футболист, футбольный тренер.